# Run (singel BTS)
„RUN” – koreański singel południowokoreańskiej grupy BTS, wydany 30 listopada 2015 roku. Utwór promował minialbum The Most Beautiful Moment in Life, Part 2. Sprzedał się w nakładzie 609 082 egzemplarzy w Korei Południowej.
Utwór został nagrany ponownie w języku japońskim i wydany jako szósty japoński singel zespołu 15 marca 2016 roku. Osiągnął 2 pozycję w rankingu Oricon i pozostał na liście przez 11 tygodni, sprzedał się w nakładzie 133 469 egzemplarzy. Singel zdobył status złotej płyty.
Singel został wydany w czterech wersjach: regularnej CD, limitowanej CD+DVD, limitowanej CD+DVD Loppi HMV i regularnej CD Only BTS SHOP.
Utwór "Butterfly" jest japońską wersją utworu z tego minialbumu.

## Lista utworów
Singel japoński
| CD                    |                                          |      |
| Nr                    | Tytuł                                    | Czas |
| 1.                    | "RUN" (Japanese Ver.)                    |      |
| 2.                    | "Butterfly" (Japanese Ver.)              |      |
| 3.                    | "Good Day" (edycja regularna i BTS SHOP) |      |
| DVD (wer. limitowana) |                                          |      |
| Nr                    | Tytuł                                    | Czas |
| 1.                    | "Jacket Picture Making Video"            |      |